# Folkhälsoorden
Folkhälsoorden (franska: Ordre de la Santé publique) var en fransk orden som grundades år 1938. Utmärkelsen delas för meriter inom folkhälsas utvecklande eller barndoms skyddande. Också åtminstone 10 års karriär på offentlig hälsovård kan räknas som merit för riddarbenämning. Då nationalförtjänstorden grundades år 1963, avskaffades folkhälsoorden tillsammans med några andra franska ordnar.
Orden består av tre grader:
- kommendör
- officerare
- riddare

Bland utländska mottagare är bl.a. finländska arkiater Arvo Ylppö som nominerades till kommendören.